# Joseph-Marie Trinh van-Can
Joseph-Marie Trinh van-Can, né le 19 mars 1921 à Trac But au Vietnam et mort le 18 mai 1990 à Hanoï, fut un cardinal vietnamien, archevêque de Hanoï de 1978 à sa mort.

## Biographie

### Prêtre
Joseph-Marie Trinh van-Can est ordonné prêtre le 8 décembre 1949 pour le diocèse de Hanoï. 

### Évêque
Nommé archevêque coadjuteur de Hanoï avec le titre d'archevêque in partibus d'Æla (de) le 5 février 1963, il est consacré le 2 juin suivant par le cardinal Joseph Trinh-nhu-Khuê.
Il devient archevêque titulaire d'Hanoï le 27 novembre 1978.

### Cardinal
Jean-Paul II le crée cardinal avec le titre de cardinal-prêtre de S. Maria in Via lors de son premier consistoire, le 30 juin 1979.